# Persone di cognome Gardner
| Questa pagina contiene informazioni ricavate automaticamente dalle voci biografiche con l'ausilio del template Bio e di un bot. L'aggiornamento è periodico e automatico e ricostruisce completamente la pagina. Se manca una persona in questa lista, sei pregato di non aggiungerla, ma accertati piuttosto che la sua voce biografica contenga il template Bio e che i dati anagrafici siano correttamente compilati. Se il template Bio manca, inseriscilo tu stesso o, in alternativa, metti l'avviso {{tmp\|Bio}} che ne segnala la mancanza. Se i dati riportati sono sbagliati, correggi direttamente la voce biografica; le modifiche saranno visibili in questa lista entro pochi giorni. Per chiarimenti vedi il progetto antroponimi. La lista contiene solo le 92 persone che sono citate nell'enciclopedia e per le quali è stato implementato correttamente il template Bio. Pagina aggiornata al 7 giu 2025. |

Questa è una lista di persone presenti nell'enciclopedia che hanno il cognome Gardner, suddivise per attività principale.

## Antropologi(1)
- Robert Gardner, antropologo e regista statunitense (Brookline, n. 1925 - Boston, † 2014)

## Arbitri di rugby a 15(1)
- Angus Gardner, arbitro di rugby a 15 australiano (Sydney, n. 1984)

## Archeologi(2)
- Percy Gardner, archeologo e numismatico britannico (Hackney, n. 1846 - Oxford, † 1937)
- Robert Gardner, archeologo e fotografo britannico (n. 1889 - † 1972)

## Astronauti(2)
- Dale Gardner, astronauta statunitense (Fairmont, n. 1948 - Colorado, † 2014)
- Guy Spence Gardner, ex astronauta statunitense (Altavista, n. 1948)

## Attori(3)
- Cyril Gardner, attore, montatore e regista francese (Parigi, n. 1898 - † 1942)
- Jimmy Gardner, attore inglese (Newmarket, n. 1924 - Londra, † 2010)
- Tony Gardner, attore inglese (Ashton-under-Lyne, n. 1964)

## Attrici(4)
- Ava Gardner, attrice statunitense (Grabtown, n. 1922 - Londra, † 1990)
- Helen Gardner, attrice e produttrice cinematografica statunitense (Binghamton, n. 1884 - Orlando, † 1968)
- Rita Gardner, attrice statunitense (New York, n. 1934 - New York, † 2022)
- Virginia Gardner, attrice e modella statunitense (Sacramento, n. 1995)

## Bassiste(1)
- Eva Gardner, bassista statunitense (n. 1979)

## Botanici(1)
- Charles Austin Gardner, botanico australiano (Lancaster, n. 1896 - Subiaco, † 1970)

## Calciatori(8)
- Anthony Gardner, ex calciatore inglese (Stafford, n. 1980)
- Dave Gardner, calciatore scozzese (Glasgow, n. 1873 - Leicester, † 1931)
- Don Gardner, ex calciatore giamaicano (n. 1955)
- Gary Gardner, calciatore inglese (Solihull, n. 1992)
- Josh Gardner, ex calciatore statunitense (Freeport, n. 1982)
- Ricardo Gardner, ex calciatore giamaicano (Saint Andrew Parish, n. 1978)
- Robert Gardner, calciatore scozzese (Nairn, n. 1847 - † 1887)
- Steve Gardner, ex calciatore inglese (Hemsworth, n. 1958)

## Cantanti(2)
- Dwele, cantante statunitense (Detroit, n. 1978)
- Janet Gardner, cantante statunitense (Juneau, n. 1962)

## Cestiste(2)
- Andrea Gardner, ex cestista statunitense (Washington, n. 1979)
- Rebekah Gardner, cestista statunitense (Palm Springs, n. 1990)

## Cestisti(10)
- Chuck Gardner, ex cestista statunitense (Lincoln, n. 1944)
- Jack Gardner, cestista e allenatore di pallacanestro statunitense (Texico, n. 1910 - Salt Lake City, † 2000)
- Kiwi Gardner, cestista statunitense (Manteca, n. 1993)
- Vern Gardner, cestista e allenatore di pallacanestro statunitense (Afton, n. 1925 - North Ogden, † 1987)
- Davante Gardner, cestista statunitense (Suffolk, n. 1991)
- Earl Gardner, cestista e allenatore di pallacanestro statunitense (Lagoda, n. 1923 - Dayton, † 2005)
- Jason Gardner, ex cestista e allenatore di pallacanestro statunitense (Indianapolis, n. 1980)
- Ken Gardner, cestista statunitense (Ogden, n. 1949 - Herriman, † 2024)
- Patrick Gardner, cestista statunitense (Merrick, n. 1999)
- Thomas Gardner, ex cestista statunitense (Portland, n. 1985)

## Compositori(1)
- John Gardner, compositore britannico (Manchester, n. 1917 - Liss, † 2011)

## Criminali(2)
- Ronnie Lee Gardner, criminale statunitense (Salt Lake City, n. 1961 - Salt Lake City, † 2010)
- Roy Gardner, criminale statunitense (Trenton, n. 1884 - San Francisco, † 1940)

## Critiche letterarie(1)
- Helen Gardner, critica letteraria britannica (Londra, n. 1908 - Bicester, † 1986)

## Diplomatici(1)
- Richard N. Gardner, diplomatico e economista statunitense (New York, n. 1927 - New York, † 2019)

## Direttori d'orchestra(1)
- Edward Gardner, direttore d'orchestra britannico (Gloucester, n. 1974)

## Dirigenti sportivi(1)
- Craig Gardner, dirigente sportivo, allenatore di calcio e ex calciatore inglese (Solihull, n. 1986)

## Drammaturghi(1)
- Herb Gardner, commediografo statunitense (New York, n. 1934 - New York, † 2003)

## Fisiche(1)
- Elizabeth Gardner, fisica britannica (n. 1957 - † 1988)

## Fotografi(1)
- Alexander Gardner, fotografo e gioielliere scozzese (Paisley, n. 1821 - Washington, † 1882)

## Generali(1)
- John L. Gardner, generale statunitense (Boston, n. 1793 - Wilmington, † 1869)

## Giocatori di baseball(1)
- Brett Gardner, giocatore di baseball statunitense (Holly Hill, n. 1983)

## Giocatori di football americano(6)
- Sauce Gardner, giocatore di football americano statunitense (Detroit, n. 2000)
- Andrew Gardner, ex giocatore di football americano statunitense (Tyrone, n. 1986)
- Anthony Gardner, giocatore di football americano statunitense (Rocky River)
- Devin Gardner, ex giocatore di football americano statunitense (Detroit, n. 1991)
- Jedd Gardner, ex giocatore di football americano canadese (Niagara Falls, n. 1988)
- Rod Gardner, ex giocatore di football americano statunitense (Jacksonville, n. 1977)

## Giornaliste(1)
- Sue Gardner, giornalista canadese (Port Hope, n. 1967)

## Hockeisti su ghiaccio(1)
- Ryan Gardner, ex hockeista su ghiaccio canadese (Toronto, n. 1978)

## Imprenditori(1)
- Chris Gardner, imprenditore statunitense (Milwaukee, n. 1954)

## Imprenditrici(1)
- Sonia Gardner, imprenditrice e manager statunitense (Marrakech, n. 1962)

## Ingegneri(1)
- Derek Gardner, ingegnere britannico (Warwick, n. 1931 - Lutterworth, † 2011)

## Linguisti(1)
- Meredith Gardner, linguista statunitense (Okolona, n. 1912 - Chevy Chase, † 2002)

## Lottatori(1)
- Rulon Gardner, ex lottatore statunitense (Afton, n. 1971)

## Lunghisti(1)
- Corrie Gardner, lunghista, ostacolista e giocatore di football australiano australiano (Melbourne, n. 1879 - Melbourne, † 1960)

## Matematici(1)
- Martin Gardner, matematico, illusionista e divulgatore scientifico statunitense (Tulsa, n. 1914 - Norman, † 2010)

## Musiciste(1)
- Danielle Dax, musicista inglese (Southend-on-Sea, n. 1958)

## Ostacoliste(1)
- Maureen Gardner, ostacolista britannica (Oxford, n. 1928 - Southampton, † 1974)

## Pallavolisti(1)
- Gabriel Gardner, ex pallavolista statunitense (San Diego, n. 1976)

## Pattinatori artistici su ghiaccio(1)
- Randy Gardner, ex pattinatore artistico su ghiaccio statunitense (Los Angeles, n. 1958)

## Piloti automobilistici(1)
- Frank Gardner, pilota automobilistico australiano (Sydney, n. 1930 - Mermaid Waters, † 2009)

## Piloti motociclistici(2)
- Remy Gardner, pilota motociclistico australiano (Sydney, n. 1998)
- Wayne Gardner, pilota motociclistico e pilota automobilistico australiano (Wollongong, n. 1959)

## Pittrici(1)
- Elizabeth Jane Gardner, pittrice statunitense (Exeter, n. 1837 - Parigi, † 1922)

## Politiche(1)
- Trixie Gardner, politica australiana (Parkes, n. 1927 - Londra, † 2024)

## Politici(1)
- Cory Gardner, politico statunitense (Yuma, n. 1974)

## Produttori cinematografici(1)
- Arthur Gardner, produttore cinematografico e attore statunitense (Marinette, n. 1910 - Beverly Hills, † 2014)

## Produttrici cinematografiche(1)
- Dede Gardner, produttrice cinematografica statunitense (Winnetka, n. 1967)

## Psichiatri(1)
- Richard Gardner, psichiatra forense e scrittore statunitense (New York, n. 1931 - Tenafly, † 2003)

## Psicologi(1)
- Howard Gardner, psicologo e docente statunitense (Scranton, n. 1943)

## Pugili(1)
- Ian Gardner, pugile canadese (St. John, n. 1981)

## Rugbisti a 15(1)
- Julian Gardner, ex rugbista a 15 e allenatore di rugby a 15 australiano (Brisbane, n. 1964)

## Saggisti(2)
- Dan Gardner, saggista e giornalista canadese (n. 1968)
- Laurence Gardner, saggista britannico (Londra, n. 1943 - Exeter, † 2010)

## Scrittori(3)
- Craig Shaw Gardner, scrittore statunitense (Rochester, n. 1949)
- Erle Stanley Gardner, scrittore statunitense (Malden, n. 1889 - Temecula, † 1970)
- John Edmund Gardner, scrittore inglese (Seaton Delaval, n. 1926 - Basingstoke, † 2007)

## Scrittrici(1)
- Sally Gardner, scrittrice e illustratrice britannica (Londra, n. 1954)

## Scrittrici di fantascienza(1)
- Lisa Gardner, scrittrice di fantascienza statunitense (Hillsboro, n. 1972)

## Surfiste(1)
- Layne Beachley, surfista e attrice australiana (Sydney, n. 1972)

## Tastieristi(1)
- Trent Gardner, tastierista statunitense (Fairfield, n. 1961 - New York, † 2016)

## Velociste(1)
- English Gardner, velocista statunitense (Voorhees, n. 1992)

## Velocisti(1)
- Keith Gardner, velocista e ostacolista giamaicano (Kingston, n. 1929 - Livingston, † 2012)

## Viaggiatori(1)
- Alexander Gardner, viaggiatore, militare e mercenario statunitense (n. 1785 - Jammu, † 1877)